# Чхиквадзе, Владимир Викторович
Влади́мир Ви́кторович Чхиква́дзе (род. 28 декабря 1945) — советский и российский дипломат. Чрезвычайный и полномочный посол (2003).

## Биография
Отец — Виктор Михайлович Чхиквадзе (1912—2006), советский юрист, член-корреспондент Академии наук СССР.
Окончил МГИМО МИД СССР (1969). На дипломатической работе с 1969 года.
- В 1969—1973 годах — сотрудник посольства СССР в Колумбии.
- В 1976—1979 годах — сотрудник посольства СССР в Анголе.
- В 1987—1989 годах — заместитель начальника Главного управления кадров и учебных заведений МИД СССР.
- В 1990—1996 годах — генеральный консул СССР, России в Барселоне (Испания).
- В 1996—1998 годах — начальник Управления социального и материального развития МИД России.
- В 1999—2000 годах — директор Департамента информационного обеспечения МИД России.
- С 12 августа 2000 по 29 марта 2005 года — чрезвычайный и полномочный посол Российской Федерации в Чили[1][2].
- В 2005—2008 годах — директор Департамента безопасности МИД России.
- С 5 мая 2008 по 1 октября 2013 года — чрезвычайный и полномочный посол Российской Федерации в Литве[3][4].

Является почётным членом Российской академии художеств, Российской академии естественных наук, Академии проблем безопасности, обороны и правопорядка.

## Семья
Женат, имеет троих детей.

## Награды
- Кавалер Большого креста ордена «За заслуги» (Чили, 2007)[5]
- Орден Бернардо О’Хиггинса (Чили, 2008)
- Медаль ордена «За заслуги перед Отечеством» II степени (25 марта 2013) - за большой вклад в реализацию внешнеполитического курса Российской Федерации, заслуги в научно-педагогической деятельности и многолетнюю добросовестную работу[6]

## Дипломатический ранг
- Чрезвычайный и полномочный посланник 1 класса (28 сентября 1999)[7]
- Чрезвычайный и полномочный посол (21 января 2003)[8].